# Noura Ennadi
Noura Ennadi (en arabe : نورا الندي), née le 5 avril 1999, est une athlète marocaine spécialiste des épreuves de haies.

## Biographie
Noura Ennadi remporte la médaille de bronze en heptathlon aux Championnats panarabes 2019 au Caire. Aux  Championnats panarabes 2021 à Radès, elle obtient la médaille d'or du 400 mètres haies et du relais 4 × 400 mètres ainsi que la médaille de bronze du 100 mètres haies.
Elle obtient la médaille de bronze du 400 mètres haies aux Championnats d'Afrique d'athlétisme 2022 à Saint-Pierre et aux Jeux méditerranéens de 2022 à Oran.

## Palmarès
| Date | Compétition             | Lieu         | Résultat | Épreuve          | Temps         |
| ---- | ----------------------- | ------------ | -------- | ---------------- | ------------- |
| 2019 | Championnats panarabes  | Le Caire     | 3e       | Heptathlon       | 4 932 pts     |
| 2019 | Jeux africains          | Rabat        | 6e       | Heptathlon       | 4 717 pts     |
| 2021 | Championnats panarabes  | Radès        | 1re      | 400 mètres haies | 56 s 89       |
| 2021 | Championnats panarabes  | Radès        | 1re      | Relais 4 x 400 m | 3 min 45 s 64 |
| 2021 | Championnats panarabes  | Radès        | 3e       | 100 mètres haies | 14 s 42       |
| 2022 | Championnats d'Afrique  | Saint-Pierre | 3e       | 400 mètres haies | 58 s 06       |
| 2022 | Jeux méditerranéens     | Oran         | 3e       | 400 mètres haies | 56 s 45       |
| 2023 | Championnats panarabes  | Marrakech    | 1re      | 400 mètres haies | 54 s 98       |
| 2023 | Championnats panarabes  | Marrakech    | 2e       | 100 mètres haies | 13 s 73       |
| 2023 | Jeux panarabes          | Oran         | 1re      | Relais 4 x 400 m | 3 min 35 s 80 |
| 2023 | Jeux panarabes          | Oran         | 2e       | 400 mètres haies | 55 s 40       |
| 2023 | Jeux panarabes          | Oran         | 3e       | 100 mètres haies | 13 s 67       |
| 2023 | Jeux de la Francophonie | Kinshasa     | 1re      | 400 mètres haies | 55 s 17       |
| 2023 | Jeux de la Francophonie | Kinshasa     | 1re      | Relais 4 x 400 m | 3 min 33 s 89 |
| 2024 | Jeux africains          | Accra        | 2e       | 400 mètres haies | 55 s 85       |
| 2024 | Championnats d'Afrique  | Douala       | 2e       | 400 mètres haies | 56 s 16       |

## Records
| Épreuve          | Temps   | Lieu   | Date            |
| ---------------- | ------- | ------ | --------------- |
| 100 mètres haies | 13 s 70 | Rabat  | 15 juillet 2023 |
| 400 mètres haies | 54 s 37 | Madrid | 22 juillet 2023 |